# Christophorus Germundi
Christophorus Germundi eller Gudmundi, född troligen i Sala socken, död 1620 i Odensvi socken , var en svensk kyrkoman och riksdagsman.

## Biografi
Christophorus har ibland kallat sig Salensis varför han födelseort verkar ha varit Sala. Han var kyrkoherde i Badelunda socken, och blev kyrkoherde i Odensvi efter Thomas Laurentii 1575, och kvarblev i den befattningen till sin död.
Christophorus deltog i riksdagen 1569, och riksdagen 1590 och var därmed undertecknare av 1590 års arvförening. 1577 undertecknade han Johan III:s liturgi, men också beslutet från Uppsala möte.
Hans första hustru var dotter till biskop Peder Swart och den andra till biskop Johannes Nicolai Ofeegh, och änka efter Valerianus Laurentii Cuprimontanus.